# South of Hell
South of Hell é uma série de televisão de drama e terror sobrenatural americana de 2015, estrelada por Mena Suvari. A série foi encomendada pela WE tv com oito episódios consecutivos, sendo sete episódios consecutivos em 27 de novembro de 2015 e um oitavo episódio disponível apenas no iTunes.

## Premissa
Em Charleston, Carolina do Sul, Maria e David Abascal são caçadores de demônios contratados. No corpo de Maria reside um demônio chamado Abigail, que se alimenta do mal que Maria exorciza dos outros. Como Maria faz seu trabalho de derrotar o mal, ela deve encontrar uma maneira de exorcizar Abigail para fora de seu corpo. Mas livrar-se de Abigail não é uma tarefa fácil, pois ela acha imensamente atraente residir profundamente em uma alma em conflito como a de Maria.

## Elenco
Fontes:
- Mena Suvari como Maria Abascal, uma caçadora de demônios contratada
- Zachary Booth como David Abascal, irmão de Maria
- Bill Irwin como Enos Abascal, pai de Maria e David e líder do culto
- Drew Moerlein como Dusty, ex-vizinho militar de Maria e faz-tudo local
- Lamman Rucker como Rev. Elijah Bledsoe, um padre
- Paulina Singer como Grace, a filha do reverendo
- Lydia Hearst como Charlotte Roberts
- Slate Holmgren como Sweetmouth, o traficante local
- Lauren Vélez como Tetra, uma informante espiritual
- Annapurna Sriram como Diversi-Tay

## Produção
Ti West, Rachel Talalay, Jennifer Lynch e Jeremiah Chechik foram escolhidos para dirigir episódios individuais.